# Daanbantayan
Daanbantayan est une municipalité de la province de Cebu, à l'extrême nord de l'île de Cebu, aux Philippines.

## Divers
Elle est entourée de la seule municipalité de Medellin au sud, du détroit de Tañon à l'ouest, de la Mer de Visayan au nord et de la Mer des Camotes à l'est.
Elle est administrativement constituée de 20 barangays (quartiers/districts/villages) :
- Agujo
- Bagay
- Bakhawan
- Bateria
- Bitoon
- Calape
- Carnaza
- Dalingding
- Lanao
- Logon
- Malbago
- Malingin
- Maya
- Pajo
- Paypay
- Poblacion
- Talisay
- Tapilon
- Tinubdan
- Tominjao

Sa population en 2019 est d'environ 88 000 habitants.